# East Lothian
East Lothian, som også går under navnet Haddingtonshire er en af Skotlands kommuner. Det grænser op mod City of Edinburgh, Scottish Borders og Midlothian. Administrationscenteret er Haddington, og den største by er Musselburgh.
Grevskabet East Lothian grænser op mod Midlothian og Berwickshire.

## Byer og landsbyer
- Aberlady
- Athelstaneford
- Auldhame
- Ballencrieff
- Bara
- Belhaven
- Biel
- Bilsdean
- Bolton
- Broxburn
- Canty Bay
- Cockenzie
- Dirleton
- Drem
- Dunbar
- Dunglass
- East Fortune
- East Linton
- East Saltoun
- Elphinstone
- Fenton Barns
- Fisherrow (historisk i Midlothian)
- Garvald
- Gifford
- Gladsmuir
- Glenkinchie
- Gullane
- Haddington
- Humbie
- Innerwick
- Inveresk (historisk i Midlothian)
- Kingston
- Longniddry
- Luffness
- Macmerry
- Markle
- Monktonhall (historisk i Midlothian)
- Musselburgh (historisk i Midlothian)
- North Berwick
- Oldhamstocks
- Ormiston
- Peaston
- Pencaitland
- Phantassie
- Port Seton
- Preston
- Prestonpans
- Samuelston
- Scoughall
- Spittal
- Spott
- Stenton
- Tranent
- Tyninghame
- Wallyford (historically within Midlothian)
- West Barns
- West Saltoun
- Whitecraig (historically within Midlothian)
- Whitekirk and Tyninghame
- Whittingehame

## Seværdigheder
- Aberlady Bay
- Bass Rock
- Dirleton Castle
- Dunglass Collegiate Church
- Fa'side Castle
- Fenton Barns Retail & Leisure Village
- Hailes Castle
- Hopetoun Monument
- Lennoxlove historic house
- Longniddry Bents
- Muirfield Golf Links
- Museum of Flight, East Fortune
- North Berwick Harbour
- North Berwick Law
- Preston Mill
- Prestongrange Industrial Heritage Museum
- Scottish Seabird Centre, North Berwick
- Seacliff Beach
- Seton Collegiate Church
- Tantallon Castle
- Chesters Hill Fort
- Torness Nuclear Power Station
- Traprain Law
- Yellowcraigs